# Liste von Eisenbahnunfällen in Kanada
Die Liste von Eisenbahnunfällen in Kanada führt in chronologischer Reihenfolge Unfälle im kanadischen Schienenverkehr auf, bei denen der Verlust von Menschenleben zu beklagen war oder großer Schaden verursacht wurde.

## 19. Jahrhundert

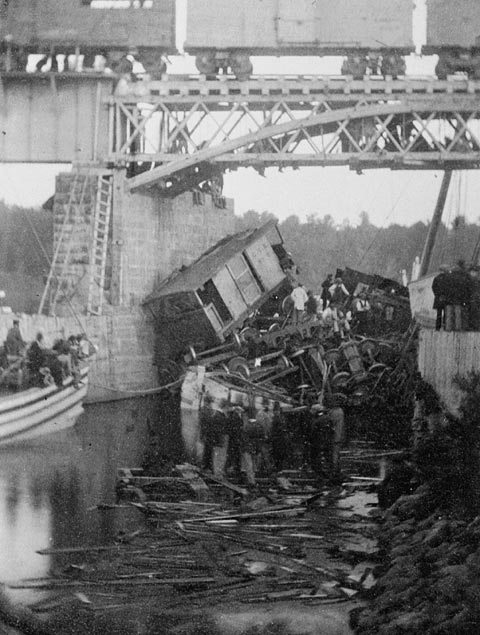
Verunglückter Zug unter der Belœil-Brücke (1864)

- Der Eisenbahnunfall von Baptiste Creek war der Auffahrunfall eines Schnellzugs auf einen Bauzug am 27. Oktober 1854 in der Nähe des Bahnhofs Baptiste Creek, heute Jeannettes Creek, in Chatham-Kent, Ontario, bei dem 52 Menschen ums Leben kamen.[1]
- Beim Eisenbahnunfall auf der Desjardins-Kanalbrücke beschädigte am 12. März 1857 ein entgleisender Reisezug bei Hamilton, Ontario eine Brücke, die daraufhin einstürzte. 59 Tote waren zu beklagen.[2]
- Beim Eisenbahnunfall auf der Belœil-Brücke in Québec am 29. Juni 1864 übersah der Lokführer ein Signal, das die Belœil-Brücke sichern sollte, eine Drehbrücke über den Rivière Richelieu. Mindestens 99 Tote und über 100 Verletzte waren die Opfer des bislang schwersten Eisenbahnunfalls in Kanada.[3]

## 20. Jahrhundert

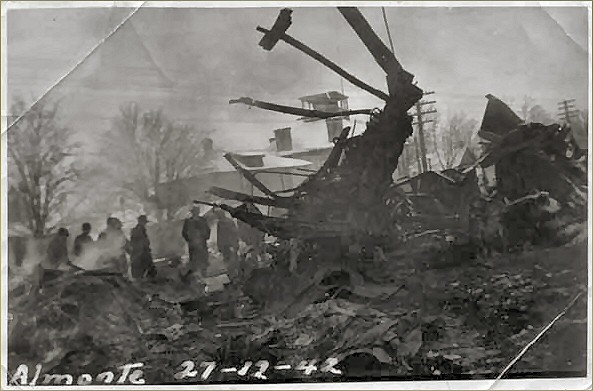
Unfallstelle mit Zugwrack in Almonte (1942)

- Beim Eisenbahnunfall von Sudbury stürzte am 21. Januar 1910 ein entgleisender Zug in einen Fluss. 37 Menschen starben.[4]
- Der Eisenbahnunfall vom Rogers Pass in British Columbia war ein Lawinenunglück am 4. März 1910, bei dem 62 Eisenbahner ums Leben kamen, nur einer überlebte. Es ist der bis heute schwerste Lawinenunfall in Kanada.[5]
- Der Eisenbahnunfall von Almonte war ein Auffahrunfall zweier Züge am 27. Dezember 1942 im Bahnhof von Almonte, Ontario, bei dem 36 Menschen starben, über 200 wurden verletzt.[6]
- Der Eisenbahnunfall von Dugald war ein Frontalzusammenstoß zweier Personenzüge in Dugald, Manitoba am 1. September 1947. Dabei starben 31 Menschen.[7]
- Beim Eisenbahnunfall von Mississauga explodierte am 10. November 1979 ein mit Chemikalien beladener Güterzug bei Mississauga, Ontario. Danach mussten 200.000 bis 250.000 Menschen evakuiert werden.[8]
- Der Eisenbahnunfall von Dalehurst war der Frontalzusammenstoß eines Güterzugs mit einem Personenzug auf der transkontinentalen Strecke der Canadian National Railway am 8. Februar 1986 in der Nähe von Hinton, Alberta. 23 Menschen starben.[9][10]
- Der Eisenbahnunfall von Russell Hill war ein Auffahrunfall auf der Yonge-University-Linie der U-Bahn von Toronto. Am 11. August 1995, kurz nach sechs Uhr abends, fuhr ein fahrender auf einen im Tunnel unter dem Russell Hill nördlich der Station Dupont stehenden Zug auf. Dabei wurden drei Menschen getötet und 30 weitere zum Teil schwer verletzt.[11]

## 21. Jahrhundert

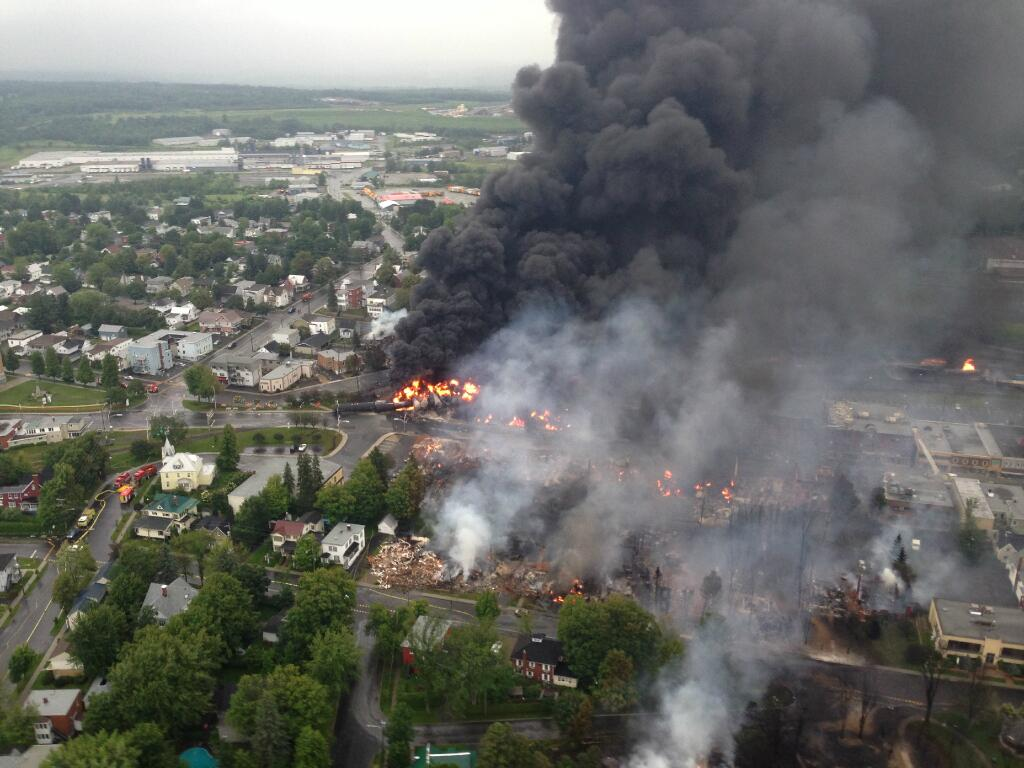
Brennende Innenstadt von Lac-Mégantic (2013)

- Beim Eisenbahnunfall im Brandywine Falls Provincial Park am 5. August 2005 stürzten neun Kesselwagen der Canadian National Railway, gefüllt mit Natronlauge, in den Cheakamus River, über 40 Kubikmeter traten aus, wobei schätzungsweise 500.000 Fische starben.[12]
- Der Eisenbahnunfall von Lac-Mégantic ereignete sich in der Kleinstadt Lac-Mégantic in der Provinz Québec, als am 6. Juli 2013 gegen 01:15 Uhr ein entrollter Güterzug der Montreal, Maine and Atlantic Railway mit 100 km/h auf der Bahnstrecke Brookport–Mattawamkeag entgleiste. Das aus den zerstörten Kesselwagen auslaufende Rohöl geriet teilweise explosionsartig in Brand, wobei mindestens 47 Menschen starben und mehr als 30 Gebäude zerstört wurden.[13]
- Beim Eisenbahnunfall von Hudson Bay entgleiste am 5. Juli 2018 der wöchentlich verkehrende Zug 693 der VIA Rail von Winnipeg nach The Pas auf einer eingleisigen Strecke in Folge eines unterspülten Bahndammes etwa 37 km nördlich der Stadt Hudson Bay. Der Zug führte einen Gepäck- sowie fünf Personenwagen (der am Zugschluss laufende war ein Aussichtswagen) und wurde von zwei Diesellokomotiven gezogen. Nur 16 Reisende befanden sich im Zug, als beide Lokomotiven sowie der folgende Gepäckwagen und der erste Personenwagen bei etwa 50 km/h entgleisten. Die Personenwagen blieben alle aufrecht stehen, die anderen Fahrzeuge stürzten zur Seite. Es gab trotzdem keine Verletzten. Die Unfallstelle liegt in einem Sumpfgebiet und war für die Rettungskräfte nur schwer zu erreichen.[14]